# Jan Brøgger
Jan Christian Brøgger (nascido em 13 de Janeiro de 1936 em Paris, falecido em 28 de Fevereiro de 2006 em Oslo) foi um psicólogo e antropólogo social norueguês. Terminou a sua licenciatura em psicologia em 1961 e o seu doutoramento em 1970. 
Foi bolseiro da Universidade de Bergen entre 1964 e 1969, onde estudou sob a orientação de Fredrik Barth. Brøgger viajou depois para a Universidade de Cornell, nos EUA, onde estudou com o professor Victor Turner. Foi conservador do museu etnográfico da Universidade de Oslo entre 1969 e 1974. Trabalhou na universidade de Adis Abeba entre 1970 e 1971. Tornou-se professor de antropologia social da Universidade de Trondheim em 1975, onde permaneceu até falecer em 2006. 
Levou a cabo trabalho de campo na Itália, na Etiópia, no Sudão, em Portugal e na Malásia. 
Brøgger escreveu também a biografia de um amigo seu, antigo director da companhia norueguesa de energia Norsk Hydro, Johan B. Holte.
Brøgger era filho do escritor Waldemar Christoffer Brøgger. Teve 6 filhos.

## Livros
- 1968 Forelesninger i psykologi
- 1975 Maktmennesket
- 1976 Roller og rollespill
- 1977 Shamanism and Social Structure Among the Sidamo
- 1977 Frihetens banemenn
- 1977 Reviderte Harald Schjelderups Innføring i psykologi, em conjunto com o colega Ivar Bjørgen
- 1986 Belief and Experience Among the Sidamo. A Case Study Towards an Anthropology of Knowledge
- 1993 Kulturforståelse En nøkkel til vår internasjonale samtid
- 1993 Synd, makt og frihet i Norge
- 1995 Forsvarstale for mannen
- 1999 Psykologisk antropologi
- 2002 Epidemier en natur- og kulturhistorie
- 2003 Hekseprosess: Bjugn-saken i et juridisk og kulturhistorisk perspektiv, em conjunto com o advogado Christian Wiig
- 2004 Folk uten land: europeiske skjebner
- 2005 Jordnær og visjonær. Johan B. Holte og Norsk Hydro